# Emilio Mondelli

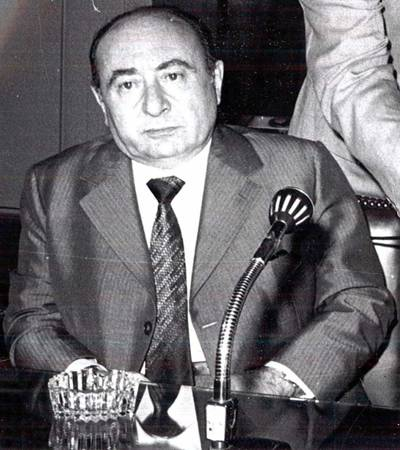
Emilio Mondelli

Emilio Mondelli (* 1914 in Lincoln, Provinz Buenos Aires; † 1993 in Buenos Aires) war ein argentinischer Wirtschaftsmanager und Politiker, der unter anderem Präsident der Argentinischen Zentralbank sowie zwischen 1975 und 1976 letzter Wirtschaftsminister in der Regierung von Präsidentin Isabel Martínez de Perón war.

## Leben
Mondelli war zunächst als Manager und Unternehmer in der Privatwirtschaft tätig und wurde im Juni 1975 durch Vermittlung von Ricardo Zinn, dem für Programme und wirtschaftliche Koordination zuständigen Vizeminister und Stellvertreter von Wirtschaftsminister Celestino Rodrigo, zum Mitglied des Direktoriums der Zentralbank berufen. Bereits einen Monat später wurde er im Juli 1975 Nachfolger von Ricardo Cairoli als Präsident der Zentralbank BCRA (Banco Central de la República Argentina) und bekleidete diese Funktion bis zu seiner Ablösung durch Eduardo Zalduendo 1976.
In den ersten Februartagen 1976 wuchs der Druck zahlreicher Wirtschaftsorganisationen wie des Unternehmerverbandes (Unión Industrial Argentina), Landwirtschaftsgesellschaft (Sociedad Rural Argentina), Landwirtschaftsgenossenschaft (Confederaciones Rurales Argentinas), Handelskammer (Cámara Argentina de Comercio) sowie Baukammer (Cámara Argentina de la Construcción) auf die Regierung von Präsidentin Isabel Martínez de Perón wegen der Wirtschaftspolitik und den von Wirtschaftsminister Antonio Cafiero vorgestellten Reformplänen.
Daraufhin entließ die Präsidentin Wirtschaftsminister Cafiero am 4. Februar 1976 und ersetzte diesen durch Mondelli. Dieser stellte kurz darauf einen wirtschaftlichen Notfallplan (Plan de Emergencia Económica), der unter anderem vorsah, den seit Mitte 1975 aufgrund der Reformen von Wirtschaftsminister Rodrigo begonnenen Anstieg von Löhnen und Preisen zu stoppen.
Als eine seiner ersten Amtshandlungen verfügte er eine Abwertung des Peso von 22 Prozent, eine Lohnerhöhung von 12 Prozent sowie sonstiger Gebühren um 100 Prozent sowie Preisobergrenzen für Brot, Nudeln, Käse und andere Grundnahrungsmittel ein. Die Ankündigung dieses Mondelli-Plans führte jedoch zu massiven Protesten des Dachverbandes der Gewerkschaften CGT (Confederación General del Trabajo de los Argentinos) sowie der in diesem zusammengeschlossenen 62 Einzelgewerkschaften, die die peronistische Regierung bisher unterstützt hatten, jetzt aber eine Rückkehr zur Politik von Wirtschaftsminister Rodrigo befürchteten.
Die von Präsidentin Perón und Wirtschaftsminister Mondelli beabsichtigten Gespräche mit den großen Unternehmerverbänden kamen jedoch nicht mehr zustande, da bereits landesweit Warnstreiks großer Gewerkschaften wie der Mechaniker- und Transportarbeitergewerkschaft SMATA (Sindicato de Mecánicos y Afines del Transporte Automotor), der Metallarbeitergewerkschaft UOM (Unión Obrera Metalúrgica) sowie der Textilarbeitergewerkschaft begonnen hatten. Diese trugen letztendlich mit zu den Protesten gegen die Regierung bei, die letztlich zum Militärputsch vom 24. März 1976 und der anschließenden siebenjährigen Militärdiktatur führten.
Nach dem Militärputsch zog sich Mondelli aus dem politischen Leben zurück.